# Clorpropamidă
Clorpropamida este un medicament antidiabetic din clasa sulfonilureelor de generația 1, fiind utilizat în tratamentul diabetului zaharat de tipul 2. Calea de administrare disponibilă este cea orală.